# Laboratorium voor Infectieziekten
Het voormalig Laboratorium voor Infectieziekten is een gebouw in de Nederlandse stad Groningen. Sinds 2015 is het de hoofdvestiging van Certe.

## Beschrijving

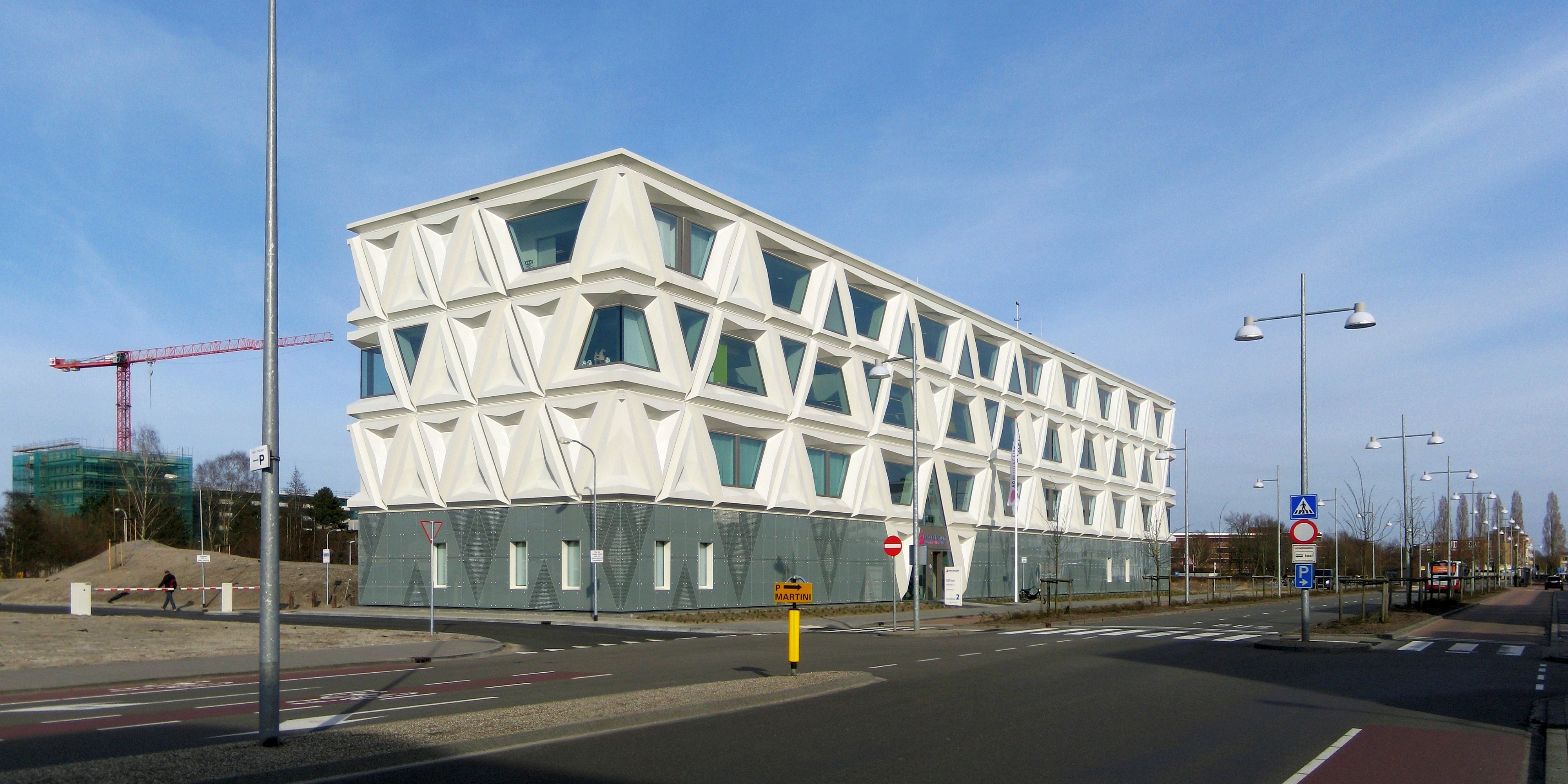
Het Laboratorium voor Infectieziekten in 2012

Het pand, dat aan de Van Swietenlaan in de wijk Corpus den Hoorn staat, werd ontworpen door het Groninger architectenbureau De Zwarte Hond en is in de periode 2008-2011 gebouwd als het Laboratorium voor Infectieziekten.
In 2012 werd het pand door de Bond van Nederlandse Architecten uitgeroepen tot BNA Gebouw van het Jaar 2012 Regio Noord, onder andere vanwege "de manier waarop de architecten het laboratorium zowel van buiten als van binnen hebben verlost van zijn introverte, hygiënische imago" en omdat de ontwerpers volgens de jury "met het expressieve en tot de verbeelding sprekende gebouw een verfrissende kijk [tonen] op de typologie van het laboratorium".